# Iván Gil
Pour les articles homonymes, voir Gil.
Iván, ou Yvan, Gil, né le 15 août 1972 à Maracay, est un homme politique, ingénieur et enseignant vénézuélien. Deux fois ministre de l'Agriculture productive et des Terres, de 2013 à 2014 et de 2015 à 2016 et vice-président du Conseil des ministres pour la Sécurité et la Souveraineté alimentaire entre ces deux périodes, il est l'actuel ministre vénézuélien des Relations extérieures depuis le 6 janvier 2023.

## Biographie
Iván Gil est diplômé en ingénierie agronome l'université centrale du Venezuela.

### Carrière politique
Iván Gil est membre du Parti socialiste unifié du Venezuela. Il a été deux fois ministre vénézuélien de l'Agriculture productive et des Terres, de 2013 à 2014 et de 2015 à 2016. De septembre à décembre 2014, il est vice-président du Conseil des ministres pour la Sécurité et la Souveraineté alimentaire.
En 2016, il devient président de la Corporation du développement agricole. Le 27 mars 2017, il est nommé vice-ministre des Relations extérieures avec l'Union européenne. 
Le 5 octobre 2021 il est chargé des négociations avec l'Union européenne. Le 6 janvier 2023, il est nommé ministre des Relations extérieures en remplacement de Carlos Faría.